# 浦上食品・食文化振興財団
公益財団法人浦上食品・食文化振興財団（うらかみしょくひん・しょくぶんかしんこうざいだん、略称浦上財団）は、食品加工や食の安全に関する研究に対する助成事業、食文化の啓蒙活動などを行う公益財団法人。

## 設立の経緯
ハウス食品工業（現・ハウス食品グループ本社）代表取締役社長であった浦上郁夫は、かねてより私財を投じて食品産業の振興と食文化の向上を目的とした財団の設立の準備を行ってきたが、1985年8月12日の日本航空123便墜落事故で逝去した。
浦上の遺志を汲み、妻である浦上節子や浦上の後任社長に就いた前副社長の大塚邦彦などが発起人となり、翌1986年4月に節子を理事長、大塚を副理事長とする浦上食品・食文化振興財団が設立された。

## 財団概要
- 事務所所在地 - 東京都千代田区紀尾井町6-3 ハウス食品グループ本社ビル
- 設立 - 1986年4月1日
- 設立発起人 - 浦上節子・大塚邦彦
- 主務官庁 - 農林水産省（公益法人制度改革前）

## 沿革
- 1986年4月1日 - 農林水産省から、財団法人浦上食品・食文化振興財団の設立許可を受ける。
- 1989年3月16日 - 農林水産大臣から、特定公益増進法人の認定を受ける。
- 1995年2月9日 - 阪神・淡路大震災に対する義援金100万円を、日本赤十字社を通して拠出。

## 研究助成事業
下記の分野の研究に対し、助成を行っている。
- 食品加工技術に関する研究
- 食品と健康に関する研究
- 香辛料食品に関する研究
- 食嗜好に関する研究
- 食品の安全性に関する研究

助成実績
- 1986年 - 大阪市立大学生活科学部による、「香辛料に含まれる抗菌性化合物の単離と化学構造の解析」など、5件1,631万9千円
- 1987年 - 東京大学農学部による、「氷核活性微生物を利用した新しい加工技術の開発」など、4件1,172万円
- 1988年 - 同志社女子大学家政学部による、「ショウガ科植物の組織培養による食品機能成分の生産とその制御」など、5件1,192万円
- 1989年 - 東京都老人総合研究所による、「カレーの疫学調査」など、4件1,170万円
- 1990年 - 京都大学農学部による、「微生物による生理活性高度不飽和脂肪酸の生産」など、6件1,563万3千円
- 1991年 - 鹿児島大学農学部による、「リンタンパク質およびホスホペプチドの食品機能」など、8件2,327万円
- 1992年 - 東京水産大学水産学部による、「アマノリの寒天様多糖類の物性と利用」など、8件2,064万5千円
- 1993年 - 琉球大学医学部による、「食事・腸内菌叢・健康に関する研究」など、8件2,010万6千円
- 1994年 - 奈良女子大学生活環境学部による、「脂質過酸化による生体障害機構におけるヒドロペルオキシドの役割」など、9件2,601万9千円
- 1995年 - 岡山県立大学保健福祉学部による、「高圧冷凍豆腐の物性と微細構造」など、13件3,506万7千円
- 1996年 - 広島大学理学部による、「バクテリオルベリン抗酸化作用に関する基礎研究」など、10件2,462万8千円
- 1997年 - 山形大学教育学部による、「高齢者用食品の創製を目的とした混合ゲルの相分離構造制御」など、9件2,470万円
- 1998年 - 財団法人相模中央化学研究所による、「歯周病抑制効果を有する食品の探索研究」など、9件2,523万9千円
- 1999年 - 鹿児島大学農学部による、「ビタミンB6の抗腫瘍効果に関する基礎的・臨床的研究」など、10件2,564万3千円
- 2000年 - 奈良女子大学生活環境学部による、「香辛料は神経伝達物質合成酵素を刺激するか？」など、10件2,663万8千円
- 2001年 - 北海道大学大学院農学研究科による、「健康食品として注目される北方系小果樹の育種に関する研究」など、11件2,645万円
- 2002年 - 九州大学大学院農学研究院による、「血管機能改善作用を有する新規機能性食品成分の解明」など、10件2,710万円
- 2003年 - 兵庫大学健康科学部による、「ウコン属植物のDNA及び二次代謝物のプロファイリングによる鑑別･同定法の開発」など、11件2,805万円
- 2004年 - 日本女子大学家政学部による、「食品及び食品加工物中に含まれる有用抗酸化成分及び抗菌成分の探索」など、11件2,861万円
- 2005年 - 熊本大学大学院医学薬学研究部による、「通電処理による牛乳アレルゲン活性低減化に関連する蛋白高次構造の研究」など、12件3,109万円
- 2006年 - 広島県立大学による、「高齢者が食べやすい食肉の調理加工方法に関する研究~生姜プロテアーゼの利用~」など、14件3,248万8千円
- 2007年 - 東京大学大学院農学生命科学研究科による、「種実由来のプロテアーゼを用いた高齢者向け多機能食品の開発」など、16件4,227万7千円

## 食文化の振興・啓蒙活動
「カレー再発見フォーラム」や「フードピア金沢」への協賛を行っている。また、以前は秋田県大潟村の「おいしい米づくり日本一大会」や「ハウス食品家庭料理大賞」への助成・後援も行っていた。